# Oribe Peralta
Oribe Peralta Morones (nascut el 12 de gener de 1984), és un jugador professional de futbol mexicà que actualment juga com a davanter a Amèrica del Lliga MX i l'equip nacional de Mèxic.